# 帕特里克·利耶斯特兰德
帕特里克·利耶斯特兰德（瑞典語：Patrik Liljestrand，1966年1月25日—），生于乌德瓦拉，瑞典男子手球运动员。他曾代表瑞典国家队参加1992年夏季奥林匹克运动会手球比赛，获得一枚银牌。